# Henry Hesketh Bell
Sir Henry Hesketh Joudou Bell GCMG (Chambéry, Savoia, França, 17 de desembre de 1864 - 1952) fou un administrador colonial britànic i escriptor. Bell fou autor de diversos llibres incloent llibres de memòries, ficció, i d'administració i història colonial.
Fou educat privadament a les illes del Canal de la Manega i després va estudiar a París i Brussel·les. El 1882 un amic, Sir William Robinson, li va oferir un càrrec menor a l'oficina del governador de Barbados i les illes de Sotavent i es va traslladar al Carib. L'any següent fou traslladat al departament de crèdit interior de Grenada i va treballar allí fins al 1889. Fou després supervisor de duanes a la Costa d'Or entre 1890 i 1894 i després receptor i tresorer del servei colonial de les Bahames. Va sol·licitar després l'administració de les illes Seychelles el 1899 però no li fou concedida, rebent en canvi la de Saint Kitts i Nevis que va acceptar, però aviat va ser traslladat a Dominica on fou promogut a Administrador de Dominica (1900-1906). Fou Comissionat i Governador del Protectorat d'Uganda (1907-1910) on va ser molt exitós erradicant la malaltia de la son. Port Bell a Kampala és anomenada en el seu honor. Fou Governador més tard del Protectorat de Nigèria del Nord (1910-12) d'on es va absentar el 1911 per causa d'una malaltia i ja no va retornar; llavors fou governador de les illes de Sotavent i Antigua i Barbuda (1912-16) i el 21è Governador de Maurici (1916-24), càrrec en el qual es va jubilar.